# Saint-Quentin-des-Isles
Saint-Quentin-des-Isles ist eine Ortschaft und eine ehemalige französische Gemeinde mit 211 Einwohnern (Stand: 1. Januar 2022) im Département Eure in der Region Normandie (vor 2016 Haute-Normandie). Sie gehörte zum Arrondissement Bernay und zum Kanton Breteuil. Die Einwohner werden Saint-Quentinois genannt.
Mit Wirkung vom 1. Januar 2019 wurden die früheren Gemeinden Saint-Aubin-le-Vertueux, Saint-Clair-d’Arcey und Saint-Quentin-des-Isles zur Commune nouvelle Treis-Sants-en-Ouche zusammengeschlossen und haben in der neuen Gemeinde den Status einer Commune déléguée. Der Verwaltungssitz befindet sich im Ort Saint-Aubin-le-Vertueux.

## Geographie
Saint-Quentin-des-Isles liegt etwa sechs Kilometer südsüdwestlich von Bernay an der Charentonne. Umgeben wird Saint-Quentin-des-Isles von den Ortschaften Bernay im Norden und Nordosten, Saint-Aubin-le-Vertueux im Nordosten und Osten, Ferrières-Saint-Hilaire im Süden sowie Grand-Camp im Südwesten und Westen.

## Bevölkerungsentwicklung
| Jahr                       | 1962 | 1968 | 1975 | 1982 | 1990 | 1999 | 2006 | 2013 |
| Einwohner                  | 186  | 154  | 210  | 235  | 255  | 236  | 235  | 235  |
| Quellen: Cassini und INSEE |      |      |      |      |      |      |      |      |

## Sehenswürdigkeiten

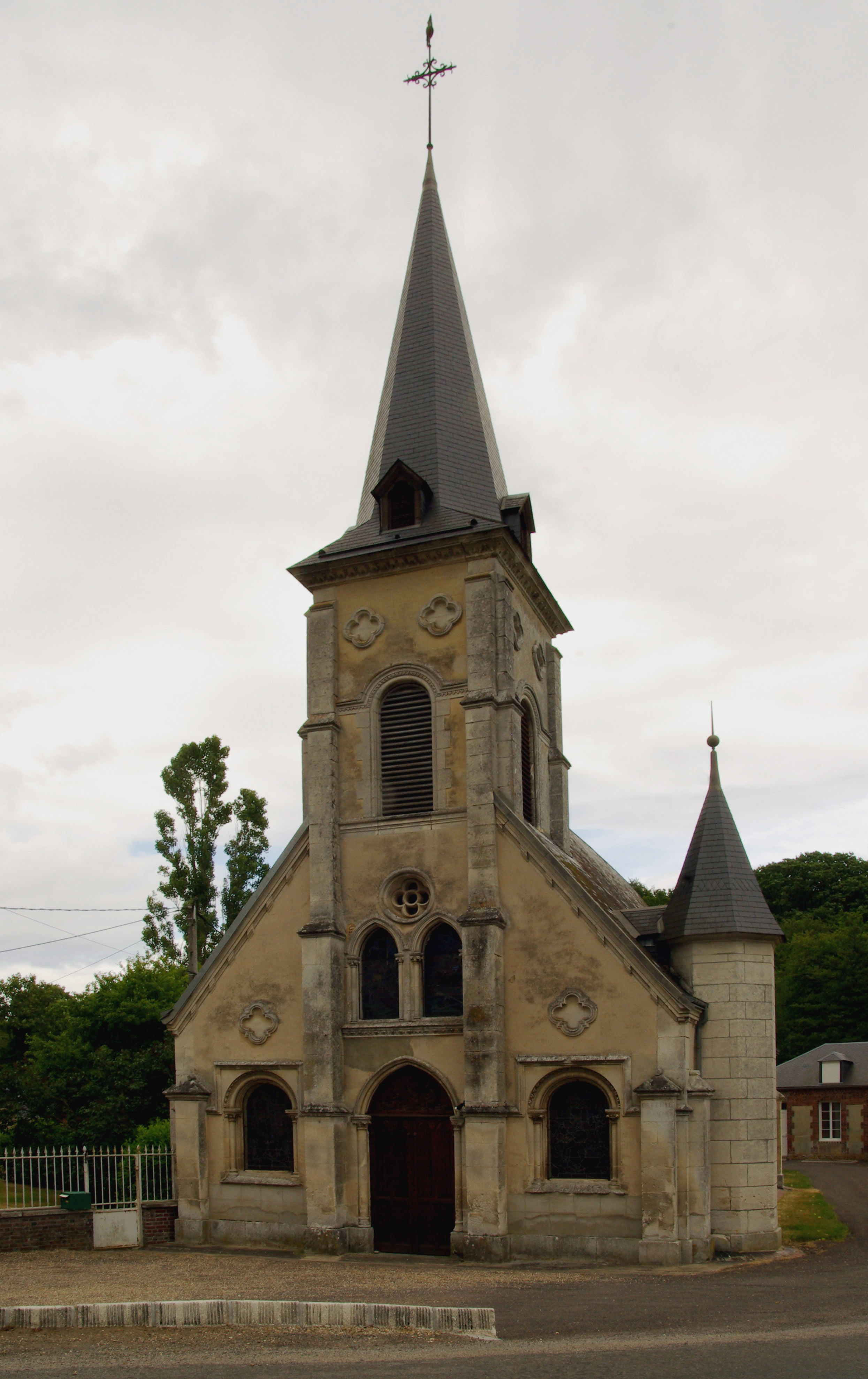
Kirche Saint-Quentin
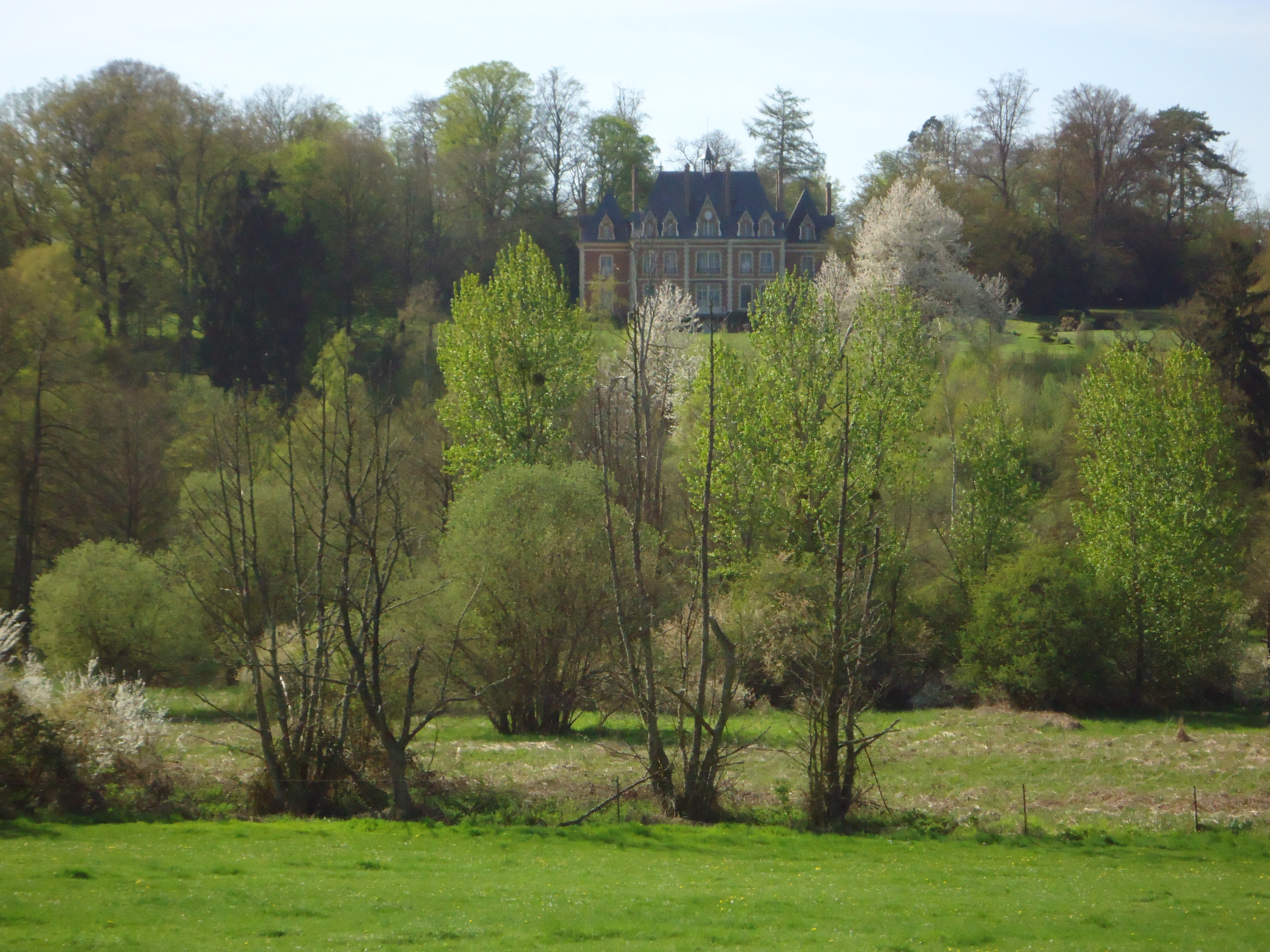
Schloss Saint-Quentin
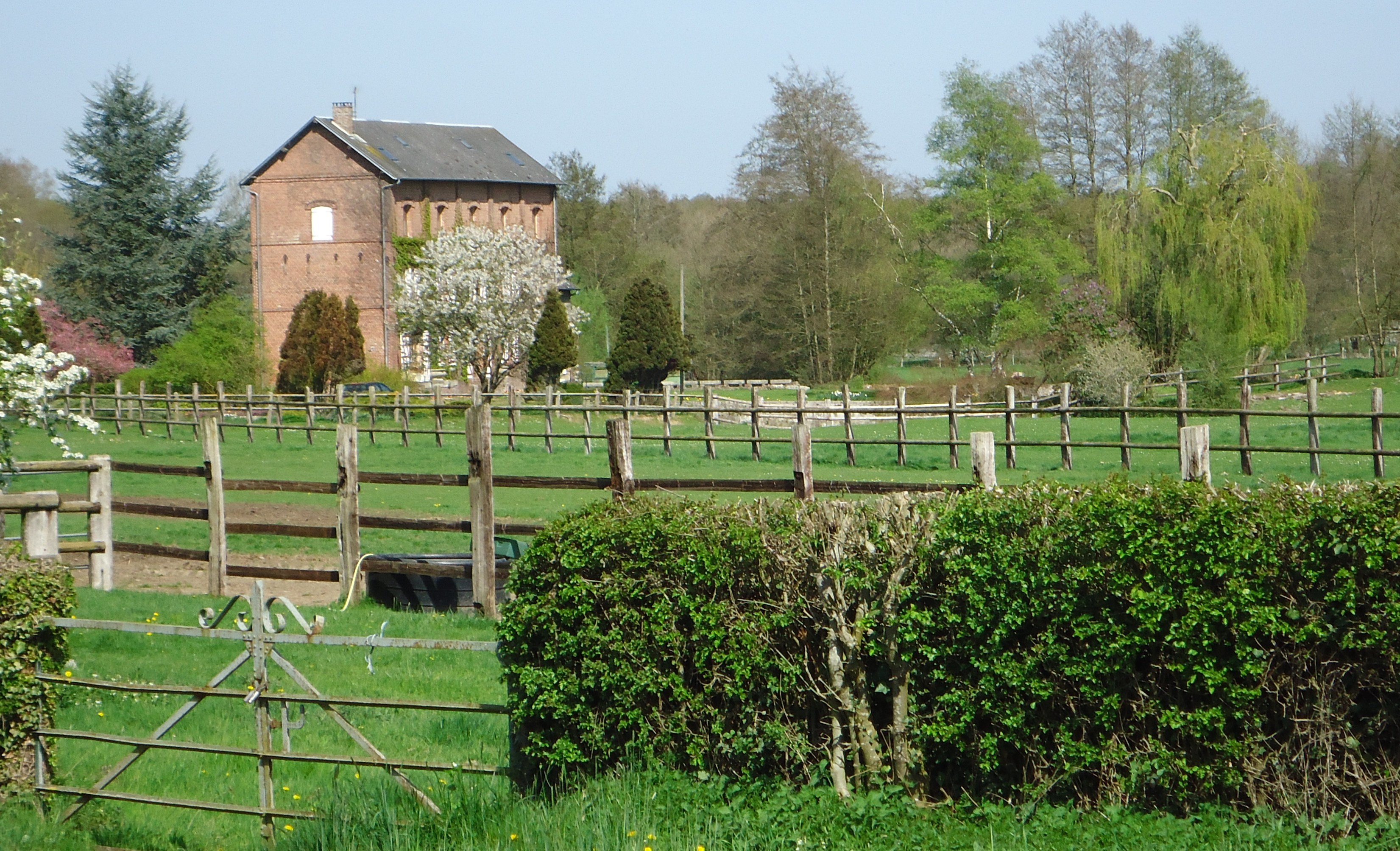
Mühle Le Fay

- Kirche Saint-Quentin
- Schloss Saint-Quentin
- Mühle Le Fay